# Quattro giornate di Napoli
(Luigi Longo)
Le quattro giornate di Napoli furono un'insurrezione popolare con la quale, tra il 27 e il 30 settembre 1943 durante la seconda guerra mondiale, la popolazione civile e militari riuscirono a liberare la città di Napoli dall'occupazione delle forze tedesche della Wehrmacht.
Il moto valse alla città il conferimento della medaglia d'oro al valor militare e consentì alle forze Alleate, al loro ingresso a Napoli il 1º ottobre 1943, di trovare la città già libera dai tedeschi, grazie al coraggio e all'eroismo dei suoi abitanti ormai esasperati e ridotti allo stremo per i lunghi anni di guerra. Napoli fu la prima tra le grandi città europee a insorgere contro l'occupazione tedesca, per giunta con successo.

## Il contesto storico

### I bombardamenti sulla città e l'occupazione tedesca
Per tutto il primo quadriennio di guerra (1940-1943) i bombardamenti su Napoli da parte delle forze Alleate erano stati durissimi e avevano causato ingenti perdite in termini di vite umane anche tra la popolazione civile. Si calcola che oltre 25 000 furono le vittime di questi attacchi alla città; solo nel bombardamento del 4 agosto 1943 perirono oltre 3 000 persone; circa 600 morti e 3 000 feriti si ebbero per lo scoppio della nave Caterina Costa nel porto, il 28 marzo 1943. Molto gravi anche i danni al patrimonio artistico e culturale: la Basilica di Santa Chiara ad esempio fu semi-distrutta il 4 dicembre 1942.
L'inizio della campagna d'Italia, con lo sbarco Alleato in Sicilia il 9 luglio 1943, la caduta del fascismo il 25 luglio e la successiva avanzata delle forze Alleate nell'Italia meridionale all'inizio di settembre avevano indotto esponenti dell'antifascismo partenopeo tra cui Fausto Nicolini e Adolfo Omodeo a stabilire più stretti contatti coi comandi Alleati, invocando la liberazione della città.
A partire dall'8 settembre, giorno dell'entrata in vigore dell'Armistizio di Cassibile, le forze armate italiane – a Napoli come in tutto il resto del Paese – si trovarono allo sbando per mancanza di ordini dai comandi militari. La situazione, già difficile per i bombardamenti pregressi e per lo squilibrio delle forze in campo (oltre 20 000 tedeschi a fronte di soli 5 000 italiani in tutta la Campania), ben presto si fece caotica dopo la diserzione di molti alti ufficiali, incapaci di assumere iniziative quando addirittura non conniventi con i tedeschi; significativa in tal senso la fuga in abiti borghesi dei generali Riccardo Pentimalli ed Ettore Deltetto, cui era affidata la responsabilità militare della provincia di Napoli: gli ultimi atti di Deltetto furono proprio la consegna della città all'esercito tedesco e la stesura di un manifesto che vietava gli assembramenti, autorizzando i militi a sparare sulla folla in caso di inadempienza. Al vacillare dei vertici seguì lo sbando delle truppe, a loro volta incapaci di difendere la popolazione civile dalle angherie tedesche. Sporadici tentativi di resistenza si ebbero solo alla Caserma Zanzur, alla Caserma dei Carabinieri «Pastrengo» e al 21º Centro di Avvistamento di Castel dell'Ovo.

### Primi scontri
Sin dai giorni immediatamente seguenti l'armistizio, in città si andarono intensificando gli episodi di intolleranza e resistenza verso i tedeschi e azioni armate – più o meno organizzate – fecero seguito alle manifestazioni studentesche del 1º settembre in piazza del Plebiscito e alle prime assemblee nel Liceo Classico «Sannazaro» al Vomero.
Il 9 settembre, verso le ore 16, in via Foria truppe tedesche tentarono di sequestrare armi lunghe (moschetti mod. 91 e qualche MAB 38) a militari e ad agenti di pubblica sicurezza, alcuni dei quali in abiti civili; gli italiani dapprima fuggirono, quindi al sopraggiungere di un autoblindo reagirono con un agguato catturando il mezzo blindato e una ventina di soldati tedeschi; questi, tuttavia, furono liberati poco dopo per ordine del Comando Militare Italiano, e i militari italiani puniti. Il giorno stesso alcuni cittadini si scontrarono con le truppe tedesche al Palazzo dei Telefoni, mettendole in fuga, e in via Santa Brigida; quest'ultimo episodio vide coinvolto un carabiniere costretto a sparare per difendere un negozio dal tentato saccheggio da parte di alcuni soldati.
Il 10 settembre, tra piazza del Plebiscito e i giardini del Molosiglio, avvenne il primo scontro cruento nel quale i militari italiani e alcuni cittadini napoletani riuscirono a impedire il transito di alcuni automezzi tedeschi; nei combattimenti perirono tre marinai e tre soldati tedeschi. Gli occupanti ottennero la liberazione di alcuni uomini fatti prigionieri dagli insorti, anche grazie a un ufficiale italiano che intimò ai suoi compatrioti la riconsegna degli ostaggi e di tutte le armi. La rappresaglia per gli scontri di piazza del Plebiscito non tardò ad arrivare: i tedeschi infatti appiccarono un incendio alla Biblioteca Nazionale e successivamente aprirono il fuoco sulla folla intervenuta.
L'11 settembre alla Riviera di Chiaia un piccolo reparto tedesco assaltò un distaccamento di Pubblica Sicurezza ospitato in un albergo, bersagliandolo a colpi di mitragliatrice. Gli agenti reagirono con i moschetti mod. 91 in dotazione, scesero in strada e costrinsero i tedeschi alla resa.
Nel frattempo, i tedeschi catturarono e/o affondarono numerose navi italiane nelle acque e nel Porto di Napoli:
| Data          | Tipologia                                | Denominazione | Classe                                      | Dislocamento | Accadimento                                                                                          |
| ------------- | ---------------------------------------- | ------------- | ------------------------------------------- | ------------ | --- |
| 11/09/1943    | Rimorchiatore di salvataggio d'alto mare | Ciclope       |                                             | 1 070 t      | Auto-affondato in porto                                                                              |
| 11/09/1943    | Rimorchiatore d'uso locale               | Gigante       | "Vigoroso"                                  | 506 t        | In riparazione, catturato e affondato in porto                                                       |
| 11/09/1943    | Rimorchiatore d'uso locale               | Porto Tricase | "Porto Pisano" serie 2ª                     | 268 t        | In riparazione, catturato e affondato in porto                                                       |
| 17-??/09/1943 | Rimorchiatore d'Alto Mare                | Atleta        | "Vigoroso"                                  | 506 t        | Catturato e affondato nelle acque di Napoli                                                          |
| 17-??/09/1943 | Rimorchiatore d'uso locale               | Cefalù        | ex mercantile francese Brandale             | 132 t        | Catturato e affondato nelle acque di Napoli                                                          |
| 17-??/09/1943 | Rimorchiatore d'uso locale               | Tino          | "Tino"                                      | 268 t        | Catturato e affondato nelle acque di Napoli                                                          |
| 17-??/09/1943 | Rimorchiatore d'uso locale               | Liscanera     | ex mercantile olandese Gertruda             | 222 t        | Catturato e affondato nelle acque di Napoli                                                          |
| 17-??/09/1943 | Rimorchiatore d'uso locale               | Portorose     | "Spartivento" ex mercantile austriaco T 103 | 101 t        | Catturato e affondato nelle acque di Napoli                                                          |
| 11/09/1943    | Cacciatorpediniere                       | G. La Masa    | "Rosolino Pilo" - serie "La Masa"           | 875 t        | In riparazione, affondato in porto                                                                   |
| 11/09/1943    | Torpediniera                             | Partenope     | "Spica" - serie "Alcione"                   | 1 050 t      | In riparazione al bacino di carenaggio, catturata e danneggiata nel porto di Castellammare di Stabia |
| 11-23/09/1943 | Posamine                                 | Vieste        | "Crotone" ex dragamine tedesco M119         | 606 t        | Catturato e affondato in porto                                                                       |
| 11-28/09/1943 | Vedetta antisommergibile                 | VAS 205       | "Baglietto 68t" serie 1ª                    | 69,1 t       | In riparazione a Mergellina, catturata e affondata al largo di Ischia                                |
| 11-29/09/1943 | Vedetta antisommergibile                 | VAS 218       | "Baglietto 68t" serie 1ª                    | 69,1 t       | In riparazione, catturata, abbandonata e recuperata in cantiere.                                     |
| 10-29/09/1943 | Vedetta antisommergibile                 | VAS 226       | "Baglietto 68t" serie 1ª                    | 69,1 t       | Catturata, danneggiata e recuperata nel porto di Ischia                                              |
| 11-??/09/1943 | Nave idrografica (servizio fari)         | Scilla        | ex rimorchiatore italiano Panaria           | 481 t        | Catturata e affondata in porto                                                                       |
| 11-??/09/1943 | Nave cisterna acqua                      | Brenta        | "Arno"                                      | 657 t        | In riparazione, catturata e affondata in porto                                                       |

## Lo stato d'assedio

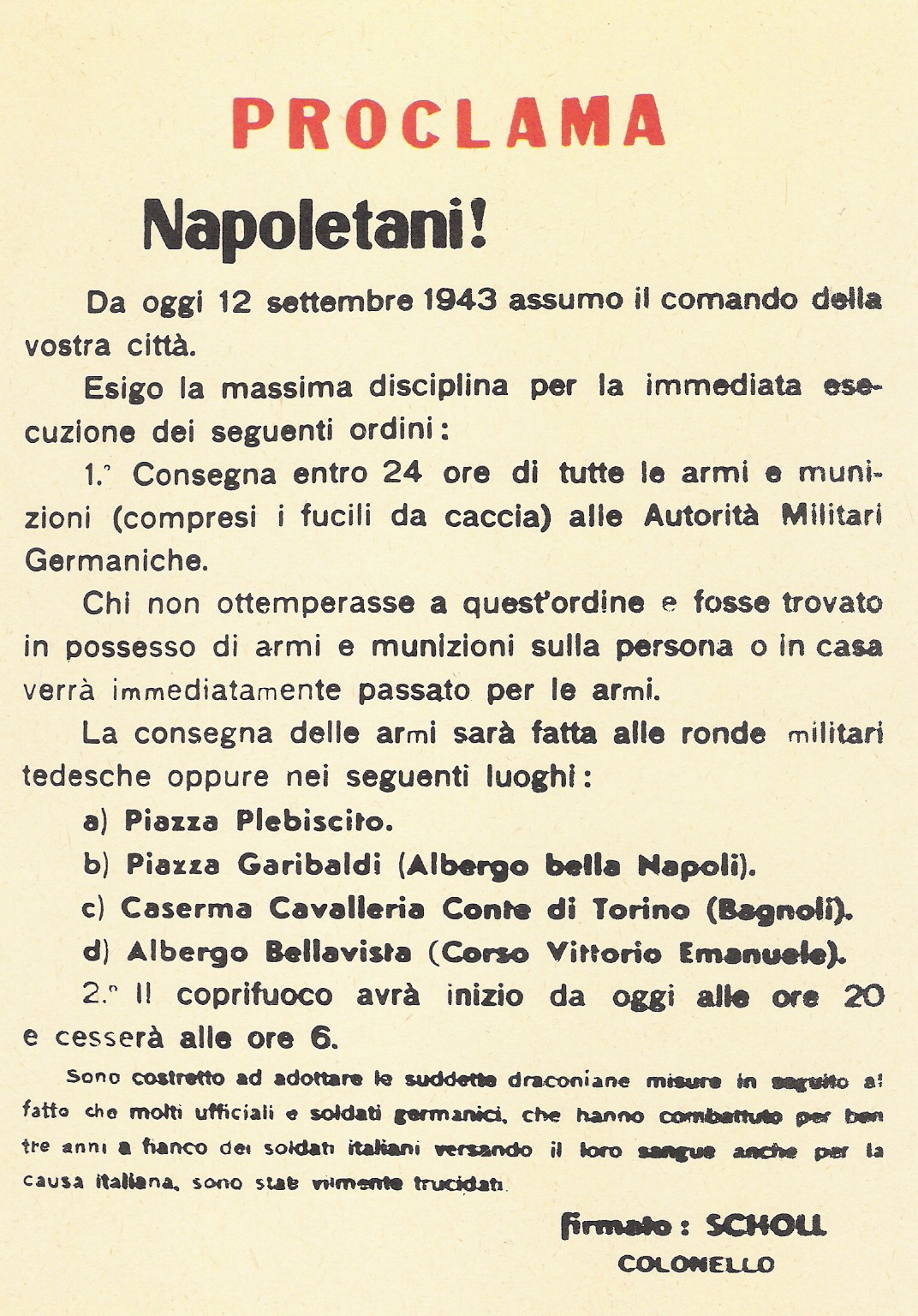
Proclama del comando tedesco di Napoli del 12 settembre 1943.

Il 12 settembre decine di militari furono uccisi per le strade della città, mentre circa 4 000 persone tra militari e civili furono deportate per il "lavoro obbligatorio". Il colonnello Walter Scholl, assunto il comando delle forze armate occupanti in città, proclamò il coprifuoco e dichiarò lo stato d'assedio con l'ordine di passare per le armi tutti coloro che si fossero resi responsabili di azioni ostili alle truppe tedesche, in ragione di cento napoletani per ogni tedesco eventualmente ucciso.

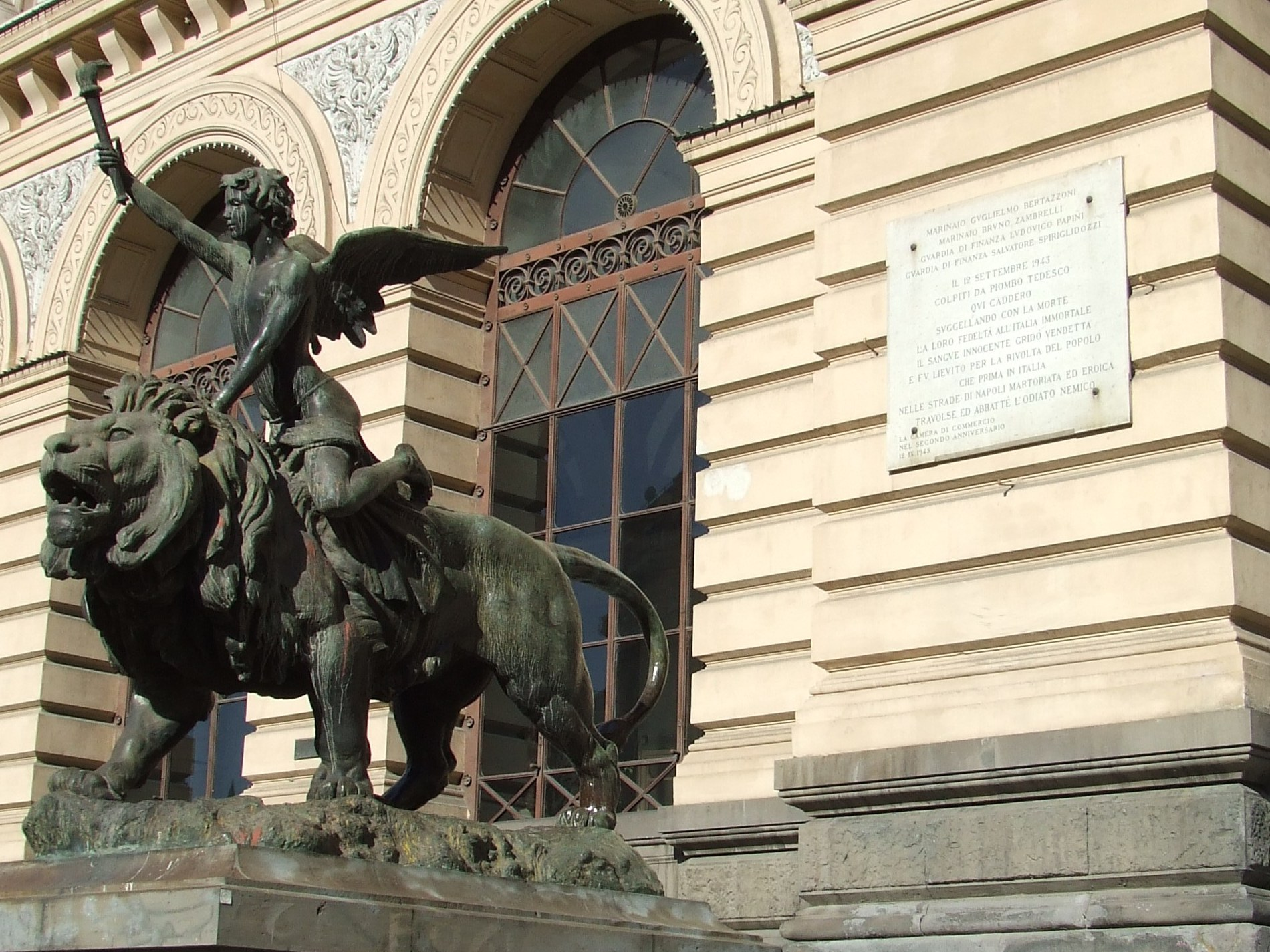
Palazzo della Borsa con la lapide che ricorda l'eccidio ivi causato dai tedeschi il 12 settembre 1943.

La giornata vide fra l'altro la fucilazione di sette militari italiani (quattro marinai, un soldato, un sergente maggiore, un aviere) in via Cesario Console e il fuoco di carro armato contro studenti che stavano iniziando a riunirsi nella vicina Università e contro alcuni marinai e finanzieri italiani in piazza Bovio, davanti al palazzo della Borsa.
Un episodio scosse particolarmente il sentimento popolare: sulle scale dell'Università le truppe tedesche fucilarono un ignoto marinaio e, a scopo esemplare, costrinsero ad assistere all'esecuzione sommaria migliaia di cittadini (tra cui il futuro giornalista e scrittore Antonio Ghirelli) radunati con la forza sul Rettifilo antistante.
Lo stesso giorno cinquecento persone furono parimenti condotte a forza a Teverola nel Casertano e costrette ad assistere alla fucilazione di 14 carabinieri "rei" di aver impedito ai guastatori tedeschi il sabotaggio degli impianti presso il palazzo dei Telefoni e di aver poi resistito con le armi agli assalti di rappresaglia nella loro caserma in via Marchese Campodisola, prima di arrendersi per esaurimento delle munizioni.
La mattina del giorno seguente, lunedì 13 settembre, sui muri della città apparve un secondo proclama:
2. Ogni singolo cittadino che si comporta calmo e disciplinato avrà la mia protezione. Chiunque però agisca apertamente o subdolamente contro le forze armate germaniche sarà passato per le armi. Inoltre il luogo del fatto e i dintorni immediati del nascondiglio dell'autore verranno distrutti e ridotti a rovine. Ogni soldato germanico ferito o trucidato verrà rivendicato cento volte.

3. Ordino il coprifuoco dalle ore 20 alle ore 6. Solo in caso di allarme si potrà fare uso della strada per recarsi al ricovero vicino.

4. Esiste lo stato d'assedio.

5. Entro 24 ore dovranno essere consegnate tutte le armi e munizioni di qualsiasi genere, ivi compresi i fucili da caccia, le granate a mano, ecc. Chiunque, trascorso tale termine, verrà trovato in possesso di un'arma, verrà immediatamente passato per le armi. La consegna delle armi e munizioni si effettuerà alle ronde militari germaniche nei seguenti luoghi:

a) Piazza Plebiscito (di fronte alla Prefettura)
b) Piazza Garibaldi (Albergo Nuova Bella Napoli)
c) Caserma di Cavalleria Conte di Torino (Bagnoli)
d) Albergo Bellavista (Corso Vittorio Emanuele)
6. Cittadini mantenetevi calmi e siate ragionevoli. Questi ordini e le già eseguite rappresaglie si rendono necessarie perché un gran numero di soldati e ufficiali germanici che non facevano altro che adempiere ai propri doveri furono vilmente assassinati o gravemente feriti, anzi in alcuni casi i feriti anche vilipesi e maltrattati in modo indegno da parte di un popolo civile.

Napoli, 12 settembre 1943

Scholl - Colonnello»

## Le premesse dell'insurrezione
Ormai la rabbia e l'esasperazione dei napoletani per le esecuzioni indiscriminate, i saccheggi, i rastrellamenti della popolazione civile, la miseria e la distruzione della guerra che mettevano in ginocchio l'intera città stavano montando spontanee, senza fattori organizzativi esterni se non il desiderio di liberarsi dell'invasore. Iniziò l'approvvigionamento delle armi: il 22 settembre gli abitanti del Vomero riuscirono a impadronirsi di quelle che erano appartenute ai soldati della 107ª Batteria; il 25 settembre 250 moschetti furono prelevati da una scuola militare; il 27 settembre alcuni depositi di armi e munizioni caddero nelle mani degli insorti. Inoltre i napoletani erano venuti a conoscenza della rivolta di Treblinka e della rivolta del ghetto di Varsavia e vollero tentare di liberare la città, consapevoli che se l'insurrezione fosse andata male ci sarebbe stata una rappresaglia o meglio la deportazione della popolazione e la distruzione della città come fu fatto al ghetto di Varsavia
Intanto, il 23 settembre, una nuova misura repressiva adottata dal colonnello Scholl aveva previsto lo sgombero entro le ore 20 di tutta la fascia costiera cittadina sino a una distanza di 300 metri dal mare; in pratica circa 240 000 cittadini furono costretti ad abbandonare in poche ore le proprie case per consentire la creazione di una "zona militare di sicurezza" che sembrava preludere alla distruzione del porto.
Quasi contemporaneamente, un manifesto del prefetto intimava la chiamata al servizio di lavoro obbligatorio di tutti i maschi di età compresa fra i diciotto e i trentatré anni, in pratica una deportazione forzata nei campi di lavoro in Germania. Il risultato sperato dai tedeschi non fu però ottenuto e alla chiamata risposero soltanto 150 napoletani sui previsti 30 000, il che indusse Scholl a inviare ronde militari per la città, per il rastrellamento e la fucilazione immediata degli inadempienti.
In città il Comando Militare Germanico fece affiggere un nuovo proclama:
Da ciò risulta il sabotaggio che viene praticato contro gli ordini delle Forze Armate Germaniche e del Ministero degli Interni Italiano.

Incominciando da domani, per mezzo di ronde militari, farò fermare gli inadempienti. Coloro che non presentandosi sono contravvenuti agli ordini pubblicati, saranno dalle ronde senza indugio fucilati.

Il Comandante di Napoli, Scholl»
L'insurrezione popolare divenne a quel punto inevitabile poiché i cittadini furono chiamati a scegliere tra la sopravvivenza e la morte o la deportazione forzata in Germania e ormai, spontaneamente in ogni punto della città, persone di entrambi i sessi e di ogni ceto sociale e occupazione andavano riversandosi nelle strade per organizzarsi e imbracciare le armi. Si unirono a loro anche moltissimi dei soldati italiani che solo pochi giorni prima si erano dovuti dare alla macchia. Già dal 26 settembre una folla disarmata e urlante, a maggioranza femminile, si scatenò contro i rastrellamenti tedeschi, liberando i giovani destinati alla deportazione.

## Le quattro giornate di lotta

### 27 settembre

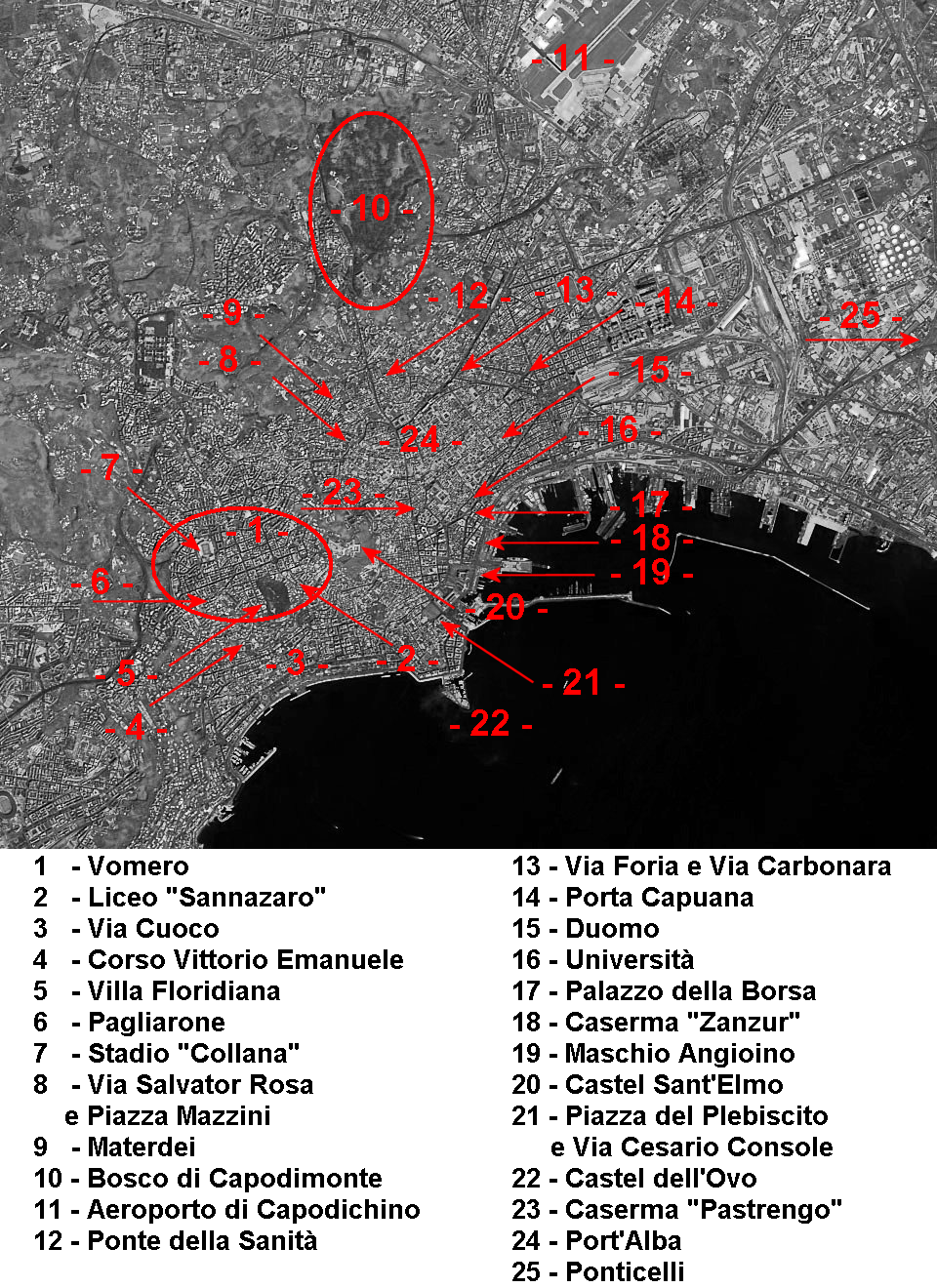
Mappa della città con indicati i luoghi dell'insurrezione

Il 27 settembre, dopo un'ampia retata dei tedeschi che catturarono circa 8 000 uomini in vari punti della città, 400-500 uomini armati aprirono i combattimenti.
Una delle prime scintille della lotta scoppiò al quartiere Vomero dove, in località Pagliarone, un gruppo di persone armate fermò un'automobile tedesca uccidendo il maresciallo che era alla guida.
Durante l'intera giornata, aspri combattimenti si susseguirono in diverse zone della città tra gli insorti e i soldati tedeschi che ormai stavano per iniziare le operazioni di sgombero, anche per la notizia – poi rivelatasi falsa – di un imminente sbarco Alleato a Bagnoli.
Enzo Stimolo, a capo di un gruppo di duecento insorti, si distinse particolarmente nell'operazione di assalto all'armeria del Castel Sant'Elmo, la quale cadde soltanto in serata, non senza spargimento di sangue; i tedeschi infatti, asserragliati tra l'altro sia all'interno della Villa Floridiana sia al Campo Sportivo del Littorio (oggi Stadio "Collana" nel cuore del Vomero), intervennero in forze a dar battaglia.
Un gruppo di cittadini si diresse nelle stesse ore verso il Bosco di Capodimonte dove, secondo alcune voci che giravano in città, i tedeschi stavano conducendo a morte alcuni prigionieri. Fu messo a punto un piano per impedire a un gruppo di guastatori tedeschi di minare il ponte della Sanità per l'interruzione dei collegamenti con il centro della città, cosa che fu realizzata con successo il giorno successivo ad opera di un drappello di marinai.
In serata venivano assaltati e depredati i depositi d'armi delle caserme di via Foria e di via Carbonara.

### 28 settembre
Il giorno seguente, aumentando con il passare delle ore il numero dei cittadini e cittadine napoletani che si univano ai primi combattenti, gli scontri si intensificarono; nel quartiere Materdei una pattuglia tedesca rifugiatasi in un'abitazione civile fu circondata e tenuta sotto assedio per ore, sino all'arrivo dei rinforzi: tre napoletani persero la vita.
A Porta Capuana un gruppo di 40 uomini si insediò, con fucili e mitragliatori, in una sorta di posto di blocco, uccidendo sei soldati nemici e catturandone altri quattro, mentre diversi combattimenti si avviarono in altri punti della città come al Maschio Angioino, al Vasto e a Monteoliveto.
I tedeschi procedettero ad altre retate, questa volta al Vomero, ammassando numerosi prigionieri all'interno del Campo Sportivo del Littorio, il che scatenò la reazione degli uomini di Enzo Stimolo, che diedero l'assalto al campo sportivo determinando, dopo aver fronteggiato un'iniziale reazione armata, la liberazione dei prigionieri il giorno successivo.

### 29 settembre

Distruzioni in città

Al terzo giorno di feroci scontri per le vie di Napoli, l'organizzazione dell'insurrezione rimaneva ancora lasciata ai singoli capipopolo di quartiere, mancando del tutto i contatti con le ancora embrionali forze strutturate dell'antifascismo come il Fronte Nazionale (diretta emanazione del CLN) costituitosi a Roma solo quindici giorni prima e ancora privo di qualsiasi contatto significativo.
Andavano intanto emergendo figure locali che si distinsero nelle operazioni nei vari quartieri della città, tra le donne (le prime a insorgere già dal 23 settembre) si ricorda Maddalena Cerasuolo. Nel quartiere San Giovanni invece diedero coraggiosamente battaglia i cosiddetti "femminielli". Tra coloro che presero il comando, il professore Antonio Tarsia in Curia (Vomero), il tenente colonnello Ermete Bonomi (Materdei), in collaborazione con il comandante di distaccamento Carlo Cerasuolo, padre di Maddalena, il capitano Carmine Musella (Avvocata), Carlo Bianco, il medico Aurelio Spoto (Capodimonte), il capitano Stefano Fadda (Chiaia), il capitano Francesco Cibarelli, Amedeo Manzo, Francesco Bilardo (Duomo), Gennaro Zenga (Corso Garibaldi), il maggiore Francesco Amicarelli (piazza Mazzini), il capitano Mario Orbitello (Montecalvario), il maggiore Salvatore Amato (Museo), il tenente Alberto Agresti (via Caracciolo, Posillipo), Raffaele Viglione (via Sant'Anastasio) e l'impiegato Tito Murolo (Vasto); mentre tra i giovani si distinse Adolfo Pansini, studente del liceo vomerese Sannazaro.
Nella piazza Giuseppe Mazzini, presso l'edificio Scolastico «Vincenzo Cuoco», i tedeschi attaccarono in forze e non più di 50 ribelli tentarono strenuamente di opporsi ma dovettero subire il pesante bilancio di 12 morti e oltre 15 feriti.
Anche il quartiere operaio di Ponticelli subì un pesante cannoneggiamento, in seguito al quale le truppe tedesche procedettero a eccidi indiscriminati della popolazione penetrando sin dentro le abitazioni civili. Altri combattimenti si ebbero nei pressi dell'aeroporto di Capodichino e di piazza Ottocalli, dove caddero tre avieri italiani.
Nelle stesse ore, presso il quartier generale tedesco in corso Vittorio Emanuele già ripetutamente attaccato dagli insorti, avvenne la trattativa tra il colonnello Scholl ed Enzo Stimolo per la riconsegna dei prigionieri del Campo Sportivo del Littorio; Scholl ottenne di aver libero il passaggio per uscire da Napoli, in cambio del rilascio degli ostaggi che ancora erano prigionieri al campo sportivo. Per la prima volta in Europa i tedeschi trattavano alla pari con degli insorti.

### 30 settembre
Mentre le truppe tedesche avevano già iniziato lo sgombero della città a causa del sopraggiungere delle forze anglo-americane provenienti da Nocera Inferiore, presso il Liceo «Jacopo Sannazaro» il professor Antonio Tarsia in Curia si autoproclamò capo dei ribelli assumendo pieni poteri civili e militari e impartendo tra l'altro precise disposizioni circa l'orario di apertura degli esercizi commerciali e la disciplina. I combattimenti tuttavia non cessarono e i cannoni tedeschi che presidiavano le alture di Capodimonte colpirono per tutta la giornata la zona tra Port'Alba e Materdei. Altri combattimenti si ebbero ancora nella zona di Porta Capuana. Gli invasori in rotta lasciarono dietro di loro incendi e stragi; clamoroso il caso dei fondi dell'Archivio di Stato di Napoli, dati alle fiamme per ritorsione nella villa Montesano di San Paolo Belsito dove erano stati nascosti, con incalcolabili danni al patrimonio storico e artistico e la perdita delle pergamene originali della Cancelleria Angioina.

## La liberazione

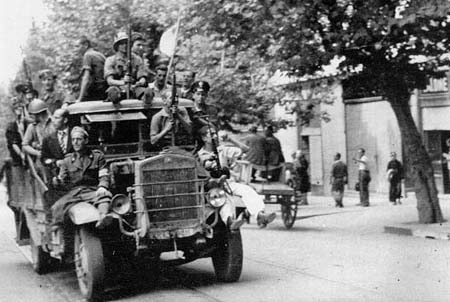
Festeggiamenti dopo la liberazione della città

Il 1º ottobre 1943 alle 9:30 le prime autoblinde (Associated Equipment Company (AEC) Armoured Car "Mark III" (Mk III) e Humber Armoured Car "Mark IV" (Mk IV)) britanniche dei Reparti Esploranti del 1st King's Dragoon Guards entrarono in città mentre alla fine della stessa giornata, il comando tedesco in Italia, per bocca del feldmaresciallo Albert Kesselring, dichiarò la ritirata conclusa con successo.
Il bilancio degli scontri durante le "quattro giornate" non è concorde nelle cifre; secondo alcuni autori, nelle settantasei ore di combattimenti morirono 168 militari e partigiani e 159 cittadini; secondo la Commissione ministeriale per il riconoscimento partigiano le vittime furono 155 ma dai registri del Cimitero di Poggioreale risulterebbero 562 morti.
È da notare che la gran parte dei combattimenti si ebbe esclusivamente tra italiani e tedeschi. A differenza di altri episodi della Resistenza, furono infatti relativamente rari gli scontri con fascisti italiani, che probabilmente non avevano avuto il tempo di riorganizzarsi efficacemente dopo l'8 settembre (la Repubblica Sociale Italiana era stata proclamata il giorno 23, ovvero solo quattro giorni prima dello scoppio della rivolta).
Oltre l'importantissimo risultato morale e politico dell'insurrezione, le quattro giornate di Napoli ebbero senz'altro il merito di impedire che i tedeschi potessero organizzare una resistenza in città o che, come Adolf Hitler aveva chiesto, Napoli fosse ridotta «in cenere e fango» prima della ritirata. Parimenti fu evitato che il piano di deportazione di massa organizzato dal colonnello Scholl avesse successo. Nel breve periodo di occupazione tedesca, ci furono circa 4 000 deportati. A ciò si giunse non soltanto grazie ai 1 589 combattenti ufficialmente riconosciuti, ma anche per la resistenza civile e non violenta di tanti napoletani, in primis le donne, operai, «femminielli», preti, «scugnizzi» (10% circa degli insorti), studenti, professori, medici e vigili del fuoco.
Circa un anno dopo, il 22 dicembre del 1944, i generali Riccardo Pentimalli ed Ettore Deltetto, accusati di aver abbandonato la città nelle mani dei tedeschi all'indomani dell'8 settembre, furono condannati dall'Alto Commissario per la punizione dei delitti fascisti a 20 anni di reclusione senza possibilità di appello; la condanna fu annullata pochi mesi dopo dalle sezioni unite penali della Corte suprema di cassazione. Mentre Pentimalli venne completamente riabilitato e collocato in pensione con rivalutazione di arretrati ed emolumenti spettanti, Deltetto morì nel 1945 nel carcere di Procida per una perforazione gastrica fulminante, dopo aver minacciato di rivelare, una volta scarcerato, «molte cose, molto imbarazzanti, per molta gente». Anche l'avvocato Domenico Tilena, che aveva retto la federazione fascista provinciale durante gli scontri, fu condannato a 6 anni e 8 mesi di reclusione.

## Storiografia
Delle quattro giornate di Napoli è stata data anche un'interpretazione alternativa a quella corrente che intende sottolinearne la natura di «resistenza civile e popolare» e di concreto e nobile esempio di «difesa sociale e non violenta» (essendo state utilizzate largamente tecniche non violente come: la non-collaborazione, il boicottaggio, il sabotaggio, il rifiuto della militarizzazione della vita civile e la creazione di organismi paralleli) grazie alle quali un'intera città seppe liberarsi da sola dell'occupante tedesco.

## Luoghi e monumenti

«Scugnizzo» armato.

Alla memoria delle quattro giornate di Napoli, nel quartiere Vomero, in prossimità dello Stadio Arturo Collana, è stata dedicata l'omonima piazza Quattro Giornate, già teatro della maggior parte degli scontri dell'insurrezione e oggi sede del liceo classico intitolato ad "Adolfo Pansini", giovane combattente morto proprio durante l'assalto allo stadio del 30 settembre.

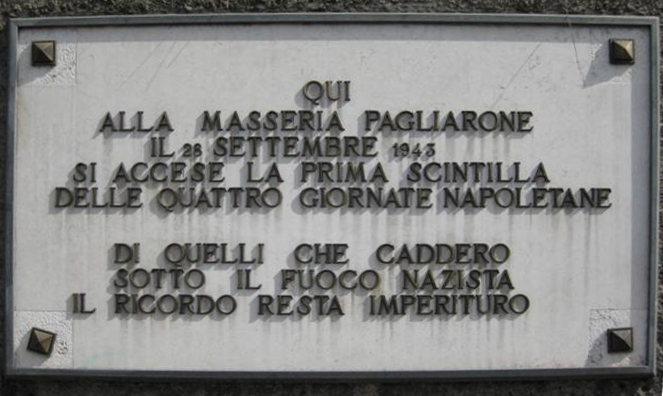
Iscrizione commemorativa presso la masseria Pagliarone a via Belvedere.

Nel quartiere Poggioreale, in via Marino Freccia, è presente la scuola "Quattro Giornate". La galleria che collega Piedigrotta a Fuorigrotta, aperta nel 1884 per sostituire l'antico percorso per la crypta Neapolitana e ampliata nel 1940 assumendo la denominazione fascista di Galleria IX Maggio (giorno della proclamazione dell'Impero), fu chiamata a partire dal 6 luglio 1945 galleria delle Quattro Giornate.
Lapidi commemorative si trovano in via Belvedere (masseria Pagliarone) ed in via Giacomo Puccini (Liceo Jacopo Sannazaro) al Vomero; in via don Luigi Sturzo (masseria Pezzalonga) all'Arenella; all'ingresso del Palazzo della Borsa in piazza Bovio; in via Marchese Campodisola; presso il Bosco di Capodimonte; in via Santa Teresa degli Scalzi; sul ponte della Sanità (dedicato a Maddalena Cerasuolo, medaglia di bronzo al valor militare); in via Nazionale 33, accanto all'ingresso della Chiesa dell'Immacolata e Sant'Anna al Vasto.
Un monumento «allo scugnizzo», figura simbolo dell'insurrezione, sorge invece alla Riviera di Chiaia, in piazza della Repubblica. Fu progettato dallo scultore Marino Mazzacurati nel 1963, e consiste in una statua di pietra che ritrae gli scugnizzi su ognuno dei quattro lati.

## Le decorazioni
Queste le decorazioni al Valor Militare assegnate nel dopoguerra per l'eroismo della città di Napoli e dei suoi abitanti:

### Medaglie d'oro al valor militare (alla memoria)
- Gennaro Capuozzo, detto Gennarino (11 anni)[23]
- Filippo Illuminato (13 anni)[24]
- Pasquale Formisano (17 anni) (Milite della 115ª Legione d'Assalto "Del Cimino" in Viterbo della Milizia Volontaria per la Sicurezza Nazionale)[25]
- Mario Menichini (18 anni)[26]
- Antonio Cambriglia (23 anni) (Sottotenente del Deposito del 1º Reggimento Bersaglieri in Napoli)

### Medaglie d'argento al valor militare
- Pietro Cinaglia (carabiniere)
- Giuseppe Maenza (alla memoria) (sergente della Regia Marina)
- Giacomo Lettieri (alla memoria) (operaio, quindicenne)
- Nunzio Castaldo
- Stefano Fadda (medico)
- Tito Murolo (giornalista, agente di commercio)
- Francesco Pintore (vigile del fuoco del 54º Corpo Provinciale dei Vigili del Fuoco di Napoli)
- Salvatore Ponticelli (alla memoria) (geniere, 3º Raggruppamento fotoelettricisti)
- Amabile Rizzo (capitano del Corpo degli Agenti di Pubblica Sicurezza)
- Giuseppe Sanges
- Antonino Tarsia in Curia (professore liceale di ginnastica in pensione)

### Medaglie di bronzo al valor militare
- Carlo Abate, Vomero 29 settembre
- Maddalena Cerasuolo, detta Lenuccia[27]
- Eugenio Frezzotti (maresciallo maggiore dei Carabinieri)
- Carmine Muselli
- Antonio Paolillo (tenente del 40º Reggimento Fanteria, per i fatti d'arme dell'11 settembre 1943)
- Domenico Scognamiglio
- Ciro Vasaturo

### Croce di guerra al valor militare
- Lorenzo D'Alessandro
- Francesco Di Mastrorocco
- Fortunato Licheri (maresciallo della Guardia di Finanza)

### Encomio solenne al valor militare
- Domenico Caputo
- Aniello Ciaramella

## Nell'arte

### Cinema
- 'O sole mio, diretto da Giacomo Gentilomo (1945)
- Tutti a casa, diretto da Luigi Comencini (1960)
- Le quattro giornate di Napoli, diretto da Nanni Loy (1962)
- Barricate, diretto da Alessandro Scippa (1995) cortometraggio
- Bruciate Napoli, diretto da Arnaldo Delehaye (2016)
- L'equilibrista, diretto da Fabio Micera (2017) cortometraggio

### Teatro
- Quando a Napoli cadevano le bombe di Aldo De Gioia (2009)
- Morso di luna nuova di Erri De Luca pubblicato nel 2005 e portato in scena dal 2008 da varie Compagnie teatrali.
- Libertà: Omaggio alle Quattro Giornate di Napoli - spettacolo in prosa e musica di Giovanni D'Angelo (2003)

### Letteratura
- La città insorge: le quattro giornate di Napoli. di Aldo De Jaco.
- Il Muro di Napoli[28] di Giovanni Calvino e Giovanni Parisi (2017)
- Meravigliosa memoria[29] di Davide Di Finizio (2019)
- La grande sete di Erica Cassano (Garzanti 2025)

### Musica
Ovviamente le musiche sulle Quattro Giornate più famose sono quelle tratte dall'omonimo film di Nanni Loy:
- Le quattro giornate di Napoli (1962), musica di Carlo Rustichelli
- Tarantella tragica (1962), musica di Carlo Rustichelli

E poi:
- "'E quatto giornate" (1970), cantata da Mario Abbate, versi di Giuseppe Palumbo, musica di Gennaro Ricci
- "Tarantella per uno scugnizzo di tanti anni fa" (1975), cantata da Daisy Lumini, versi di Beppe Chierici, musica di Beppe Chierici e Daisy Lumini, contenuta nell'album "Il paese dei bambini con la testa"
- "Napule nun t' 'o scurdà'" (1976), cantata da Sergio Bruni, versi di Salvatore Palomba, musica di Sergio Bruni, contenuta nell'album "Levate 'a maschera Pulicenella"
- "Canto allo scugnuizzo" (1978), cantata da Teresa De Sio e Carlo D'Angiò, suonata da Eugenio Bennato e Nuova Compagnia di Canto Popolare, versi di Eugenio Bennato, musica di Eugenio Bennato, contenuta nell'album "Musicanova", e ripresa tra l'altri da:
- "Scugnizzi" (1998), cantata dai 24 Grana, contenuta nell'album "Loop Live"